# Jabulani Mnguni
Jabulani Mnguni (9 dicembre 1972) è un ex calciatore sudafricano, di ruolo centrocampista.

## Palmarès

### Club

#### Competizioni nazionali
- Premier Soccer League: 1

Orlando Pirates: 2000-2001